# Anisophyllea
Anisophyllea is een geslacht uit de familie Anisophylleaceae. De soorten komen voor in tropische regio's, zoals Afrika, India, het eiland Sri Lanka, het vasteland van Zuidoost-Azië en de eilanden Sumatra en Borneo. De planten groeien in laagland- en heuvelbossen vanaf zeeniveau tot een hoogte van duizend meter. 

## Soorten
- Anisophyllea apetala Scort. ex King
- Anisophyllea bakoensis Li Bing Zhang, Xin Chen & H.He
- Anisophyllea beccariana Baill.
- Anisophyllea biokoensis Li Bing Zhang, Xin Chen & H.He
- Anisophyllea boehmii Engl.
- Anisophyllea borneensis Li Bing Zhang, Xin Chen & H.He
- Anisophyllea brachystila Engl. & Brehmer
- Anisophyllea buchneri Engl. & Brehmer
- Anisophyllea buettneri Engl.
- Anisophyllea cabole Henriq.
- Anisophyllea chartacea Madani
- Anisophyllea cinnamomoides (Gardner & Champ.) Alston
- Anisophyllea cordata Engl. & Brehmer
- Anisophyllea corneri Ding Hou
- Anisophyllea cuneata Li Bing Zhang, Xin Chen & H.He
- Anisophyllea curtisii King
- Anisophyllea dichostila Engl. & Brehmer
- Anisophyllea dinghoui Li Bing Zhang, Xin Chen & H.He
- Anisophyllea disticha (Jack) Baill.
- Anisophyllea exellii P.A.Duvign. & Dewit
- Anisophyllea fallax Scott Elliot
- Anisophyllea ferruginea Ding Hou
- Anisophyllea fissipetala Engl. & Brehmer
- Anisophyllea fruticulosa Engl. & Gilg
- Anisophyllea glandibeccariana Li Bing Zhang, Xin Chen & H.He
- Anisophyllea glandulipetiolata Li Bing Zhang, Xin Chen & H.He
- Anisophyllea globosa Madani
- Anisophyllea gossweileri Engl. & Brehmer
- Anisophyllea grandis (Benth.)
- Anisophyllea griffithii Oliv.
- Anisophyllea guianensis Sandwith
- Anisophyllea impressinervia Madani
- Anisophyllea insularis Li Bing Zhang, Xin Chen & H.He
- Anisophyllea ismailii J.A.McDonald
- Anisophyllea laurina R.Br. ex Sabine
- Anisophyllea madagascarensis Li Bing Zhang, Xin Chen & H.He
- Anisophyllea manausensis Pires & W.A.Rodrigues
- Anisophyllea masoalensis Li Bing Zhang, Xin Chen & H.He
- Anisophyllea mayumbensis Exell
- Anisophyllea meniaudii Aubrév. & Pellegr.
- Anisophyllea myriosticta Floret
- Anisophyllea myriostictoides Li Bing Zhang, Xin Chen & H.He
- Anisophyllea neopurpurascens Li Bing Zhang, Xin Chen & H.He
- Anisophyllea nitida Madani
- Anisophyllea obanica Li Bing Zhang, Xin Chen & H.He
- Anisophyllea obtusifolia Engl. & Brehmer
- Anisophyllea parafallax Li Bing Zhang, Xin Chen & H.He
- Anisophyllea penninervata J.E.Vidal
- Anisophyllea pochetii P.A.Duvign. & Dewit
- Anisophyllea poggei Engl.
- Anisophyllea polyneura Floret
- Anisophyllea pomifera Engl. & Brehmer
- Anisophyllea purpurascens Hutch. & Dalziel
- Anisophyllea quangensis Engl. ex Henriq.
- Anisophyllea rengamensis Li Bing Zhang, Xin Chen & H.He
- Anisophyllea reticulata Kochummen
- Anisophyllea rhomboidea Baill.
- Anisophyllea rubroglandula Li Bing Zhang, Xin Chen & H.He
- Anisophyllea sabahensis Li Bing Zhang, Xin Chen & H.He
- Anisophyllea sarawakensis Li Bing Zhang, Xin Chen & H.He
- Anisophyllea schatzii Li Bing Zhang, Xin Chen & H.He
- Anisophyllea scortechinii King
- Anisophyllea sessiliflora Li Bing Zhang, Xin Chen & H.He
- Anisophyllea sororia Pierre
- Anisophyllea strychnoides Engl. & Brehmer
- Anisophyllea sumatrana Li Bing Zhang, Xin Chen & H.He